# Josse Lieferinxe

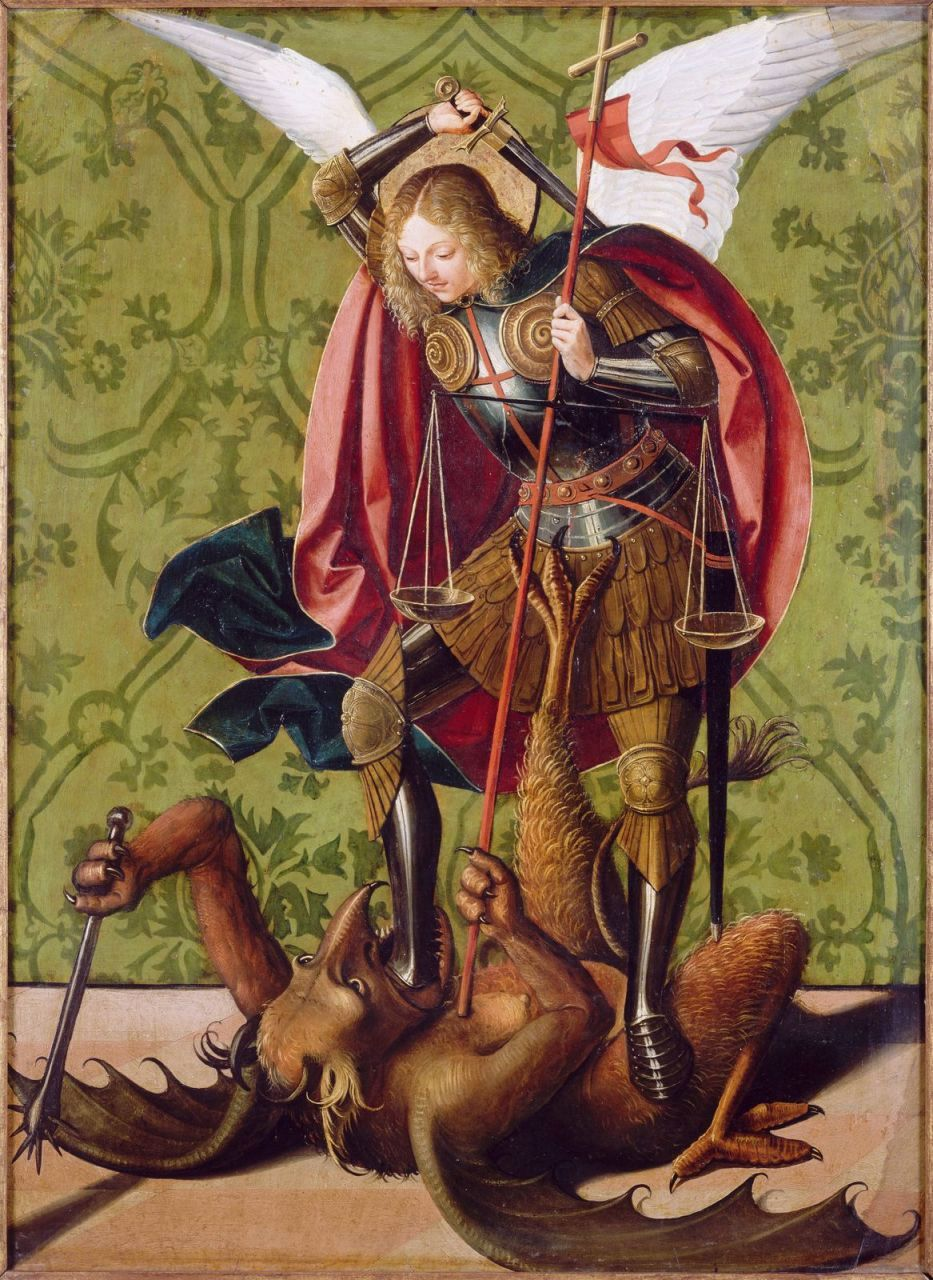
Saint Michel terrassant le démon, peinture sur bois, entre 1493 et 1505.

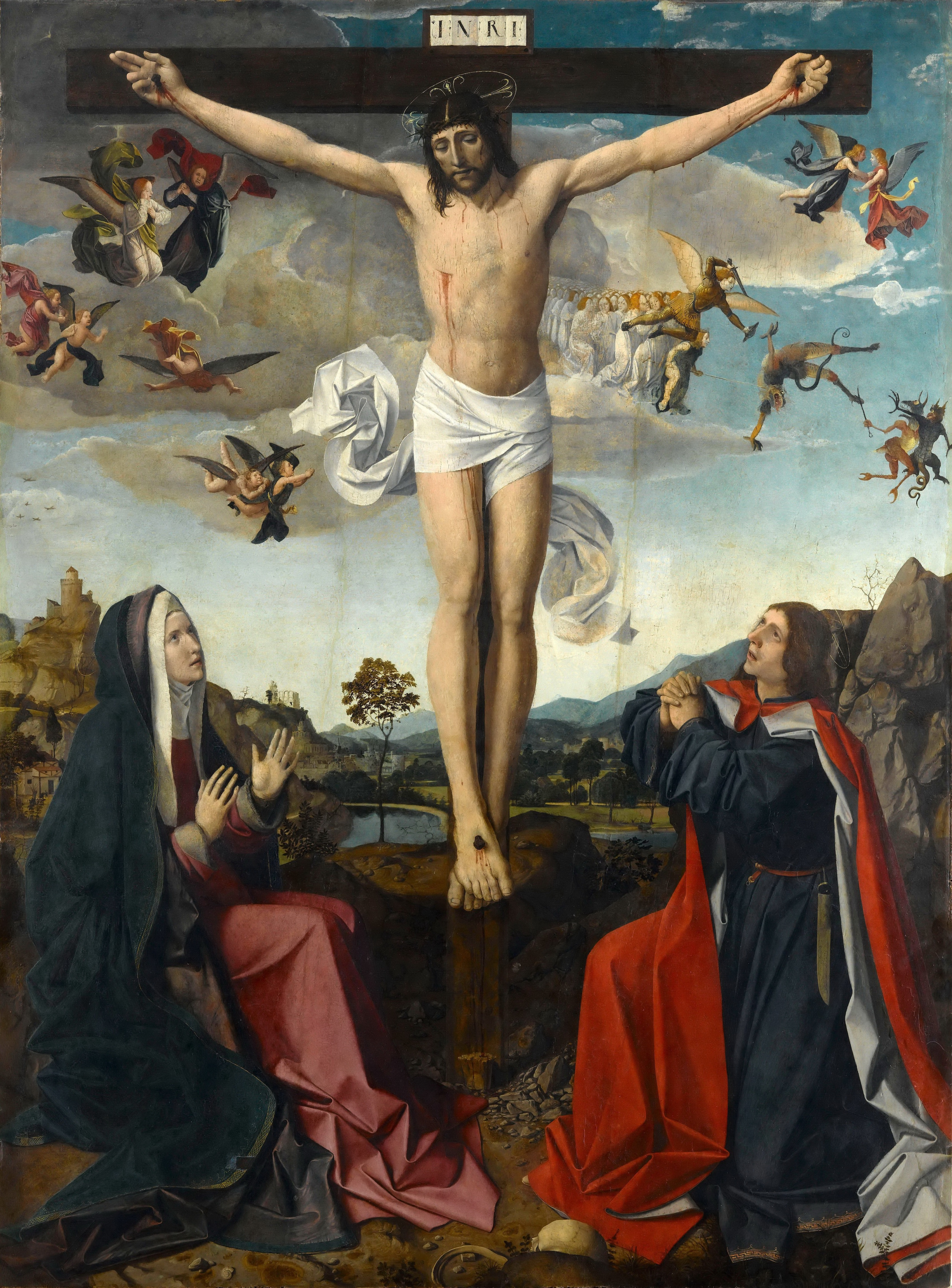
Le Calvaire, vers 1500 (Louvre, Paris).

Josse Lieferinxe (travaillant entre 1493 et 1505-1508) est un peintre français, originaire des Pays-Bas, de l'école provençale du XVe siècle. Il a été identifié au Maître de Saint Sébastien sur proposition de Charles Sterling.

## Éléments biographiques
Il semble être né dans le diocèse de Cambrai, en Hainaut, qui faisait alors partie des territoires sous domination des ducs de Bourgogne : un document le signale originaire d'« Engure », soit sans doute Enghien, à moins qu'il ne vienne, d'après son patronyme, du village voisin de Lieferinge.
Il est connu comme peintre « picard » ou « néerlandais » dans les régions d'Avignon et Marseille de la fin du XVe siècle jusqu'aux premières années du XVIe et en Provence à partir de 1493. Il fait partie de ces artistes de l'école provençale ou avignonnaise du XVe siècle originaires du Nord de la France ou du sud des Flandres comme avant lui Barthélemy d'Eyck et Enguerrand Quarton. En 1503, il épouse Michèle Changenet, fille du peintre Jean Changenet, grand maître de la peinture à Avignon à cette époque, dans l'atelier duquel il a peut-être perfectionné son art. Il est mentionné vivant pour la dernière fois en 1505 et il est signalé comme mort en 1508.

### Identification au Maître de saint Sébastien
Avant qu'il ne soit identifié clairement par Charles Sterling, Josse Lieferinxe était connu comme le Maître de saint Sébastien, du retable représentant Saint Sébastien et Saint Roch protecteurs contre la peste qu'il peignit en 1497 pour l'église Notre-Dame-des-Accoules à Marseille et dont les sept panneaux sur huit restant sont aujourd'hui dispersés entre divers musées.

## Œuvres
- Cycle de la vie et miracles de saint Sébastien, polyptyque composé à l'origine de 8 panneaux commandé en 1497 pour l'église Notre-Dame-des-Accoules à Marseille, peint en collaboration avec Bernardino Simondi (1 panneau disparu) :
  - L'Intervention de saint Sébastien pendant la peste à Rome, Walters Art Gallery, Baltimore[2]
  - Saint Sébastien face à Dioclétien, musée de l'Ermitage, Saint-Pétersbourg
  - Saint Sébastien détruisant les idoles païennes, Philadelphia Museum of Art, Philadelphie[3]
  - Saint Sébastien percé de flèches, Philadelphia Museum of Art
  - Saint Sébastien soigné par sainte Irène, Philadelphia Museum of Art
  - Le Martyre de saint Sébastien, Philadelphia Museum of Art
  - Pèlerins sur la tombe de saint Sébastien, 82 × 55 cm Galerie nationale d'art ancien, Palais Barberini, Rome (Inv.1590)
- Scènes de la vie de la Vierge, panneaux d'un polyptyque dispersé, vers 1497-1508 :
  - L'Annonciation, avec au revers Saint Michel terrassant le démon, musée du Petit Palais, Avignon[4],[5]
  - La Circoncision, avec au revers Sainte Catherine, musée du Petit Palais, Avignon[6],[7]
  - Le Mariage de la Vierge, musées royaux des beaux-arts de Belgique, Bruxelles
  - La Visitation, avec au revers Sainte Lucie, musée du Louvre, Paris[8],[9]
  - L'Adoration de l'Enfant Jésus, avec au revers un Saint Évêque, musée du Louvre[10]
  - L'Assomption, avec au revers Saint Yves, peinture sur bois (noyer), 82.1 x 61.1 cm, musée du Louvre[11],[12].
- Le Calvaire du Parlement de Dijon, musée du Louvre[13] (selon Sterling, il s'agit du panneau central du retable précédent, proposition rejetée par Dominique Thiébaut ; des recherches récentes ont montré qu'il s'agit du Calvaire du Parlement de Dijon, ce qui a pu conduire à remettre en question l'attribution à Josse Lieferinxe[14]).
- Abraham visité par les trois anges, vers 1500, collection Kress, musée d'art de Denver, Denver
- Ecce homo, bibliothèque Ambrosienne, Milan[15]
- Pietà, musée royal des beaux-arts, Anvers

## Galerie

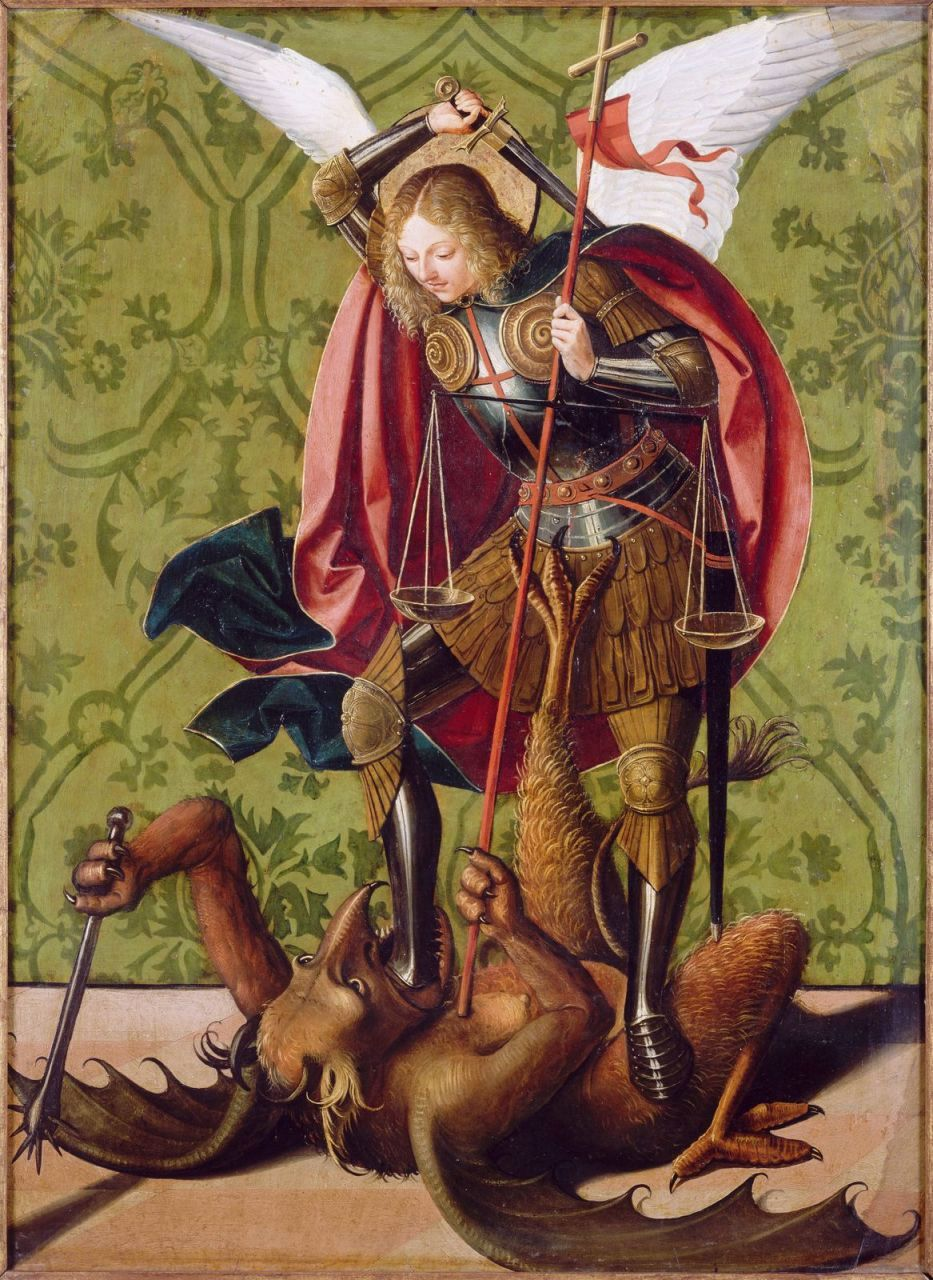
Saint Michel terrassant le démon, peinture sur pan de bois, Musée du Petit Palais d'Avignon.
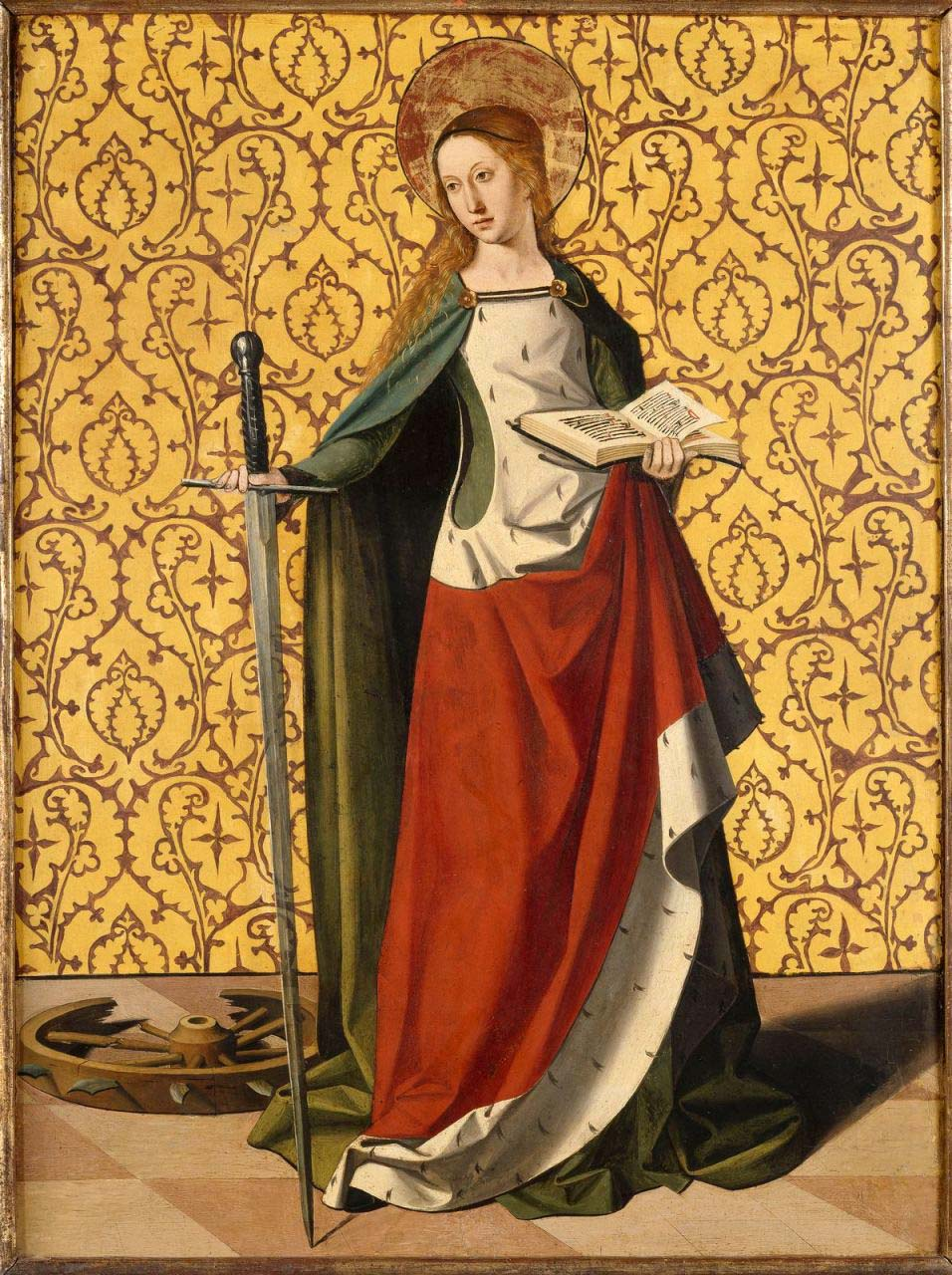
Sainte Catherine d'Alexandrie, peinture sur pan de bois, Musée du Petit Palais d'Avignon.
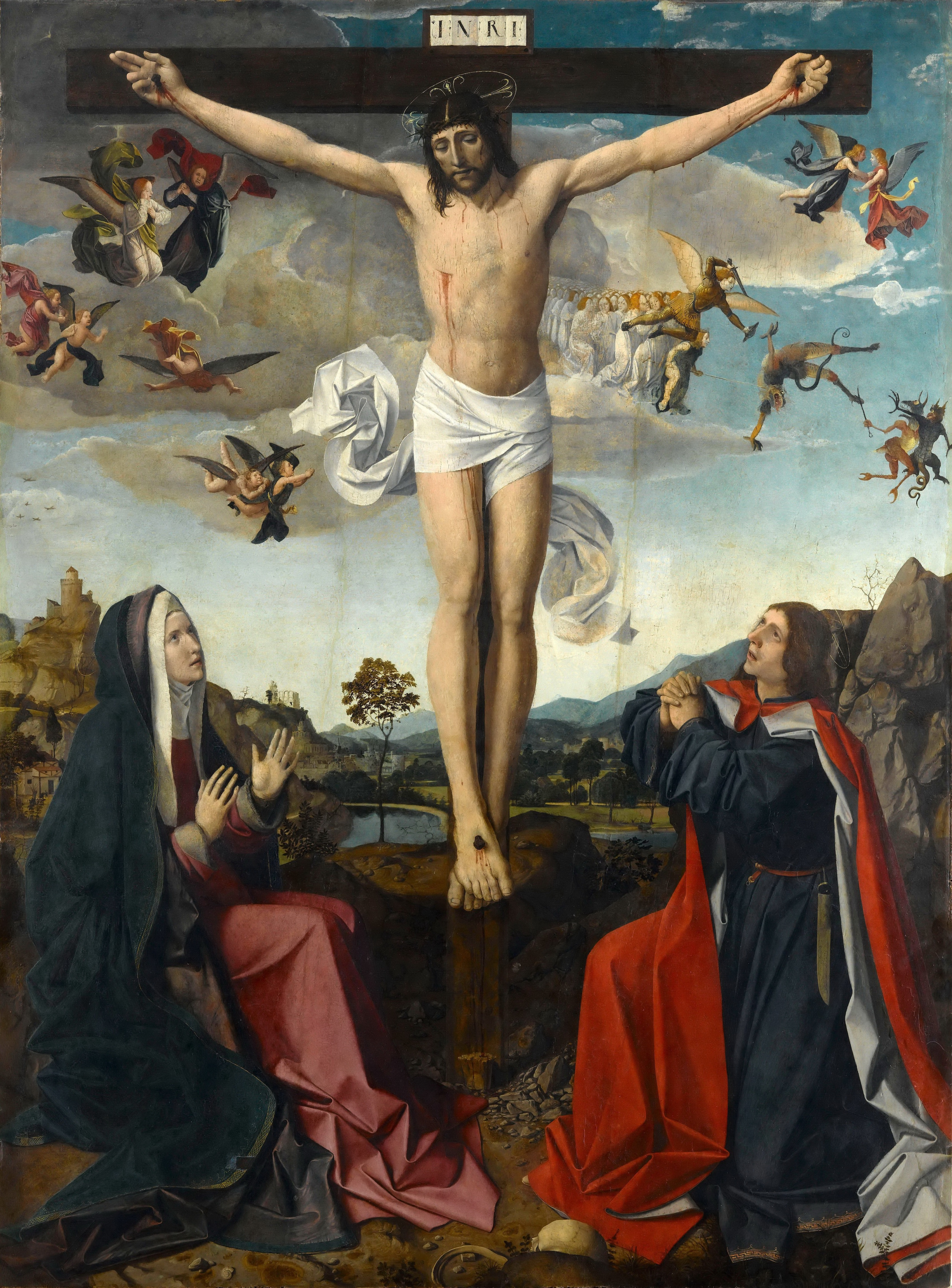
Crucifixion, Musée du Louvre.
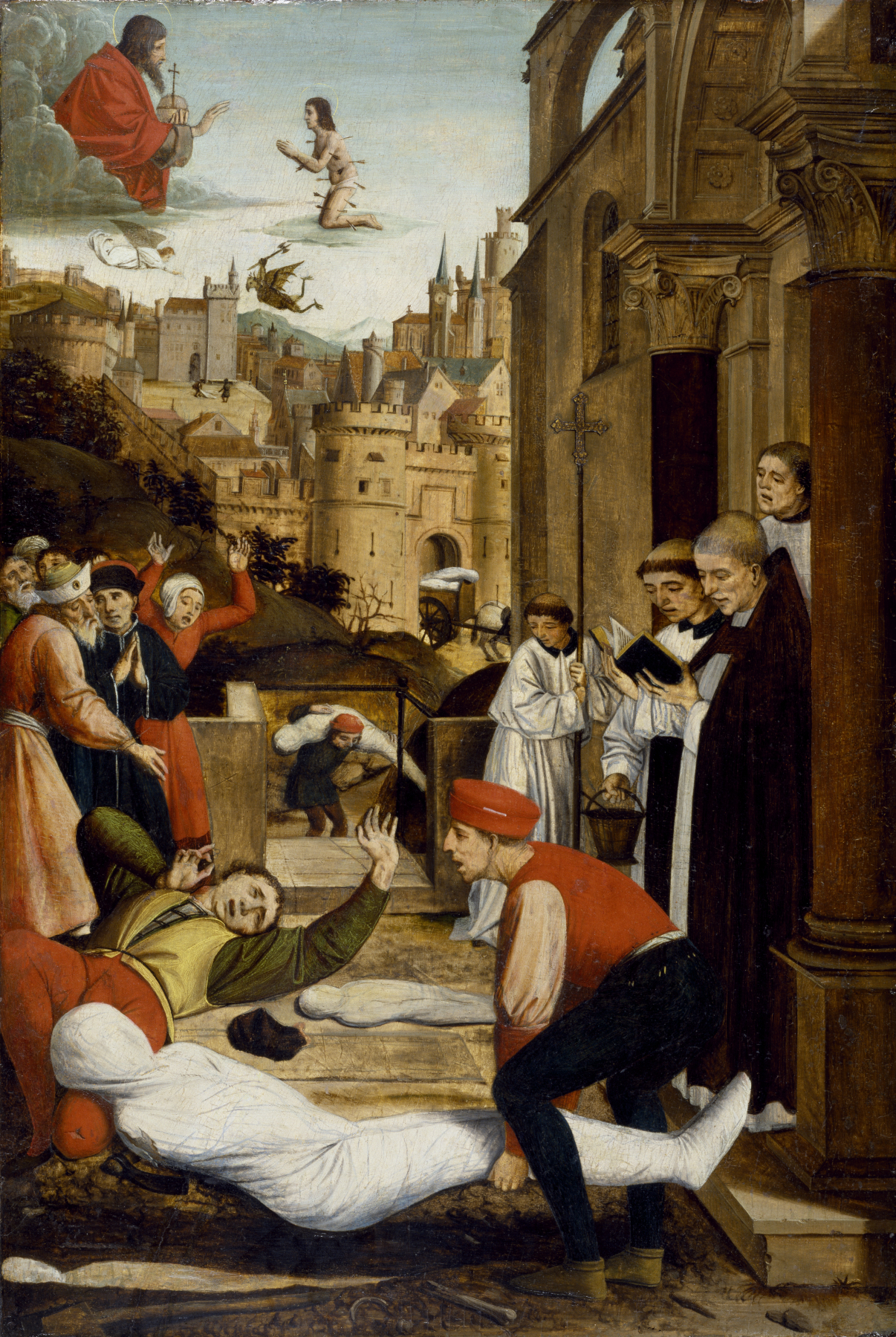
Saint Sébastien priant en intercession pour les victimes de la peste, Walters Art Museum (Baltimore).
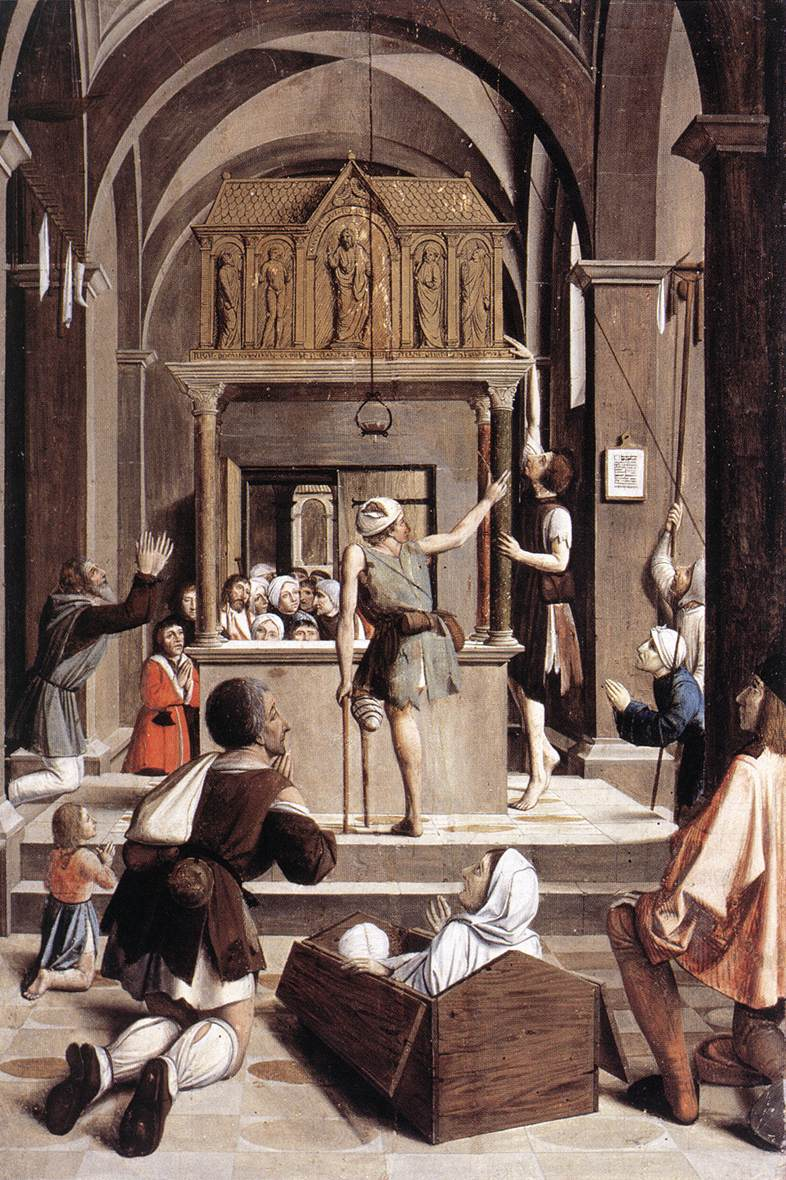
Pèlerins devant la tombe de saint Sébastien, Galerie nationale d'art ancien de Rome.